# Steinreihe vom Piles Hill

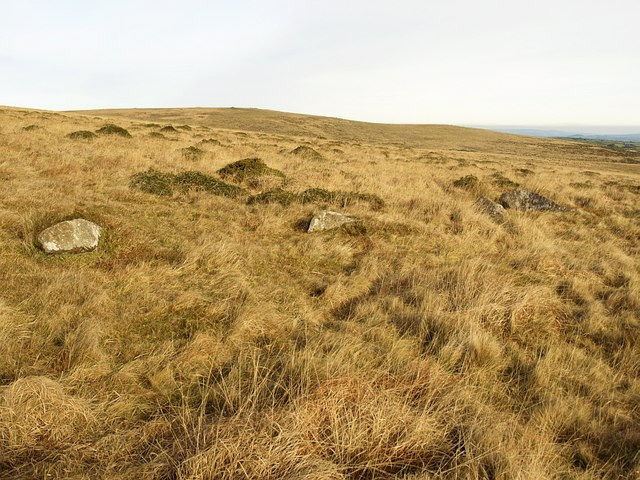
Steinreihe vom Piles Hill

Die Steinreihe vom Piles Hill (auch „Piles Hill NE“ genannt) ist eine fast 1000 m lange Steinreihe nördlich von Ivybridge bei Plymouth in Devon in England. Die meisten der für Dartmoor sehr massiven Steine sind umgefallen, so dass nur ihre Spitze oder eine Beule im Rasen sichtbar ist.
Die Steinreihe besteht aus einer Allee großer Steine, die von Osten nach Westen auf dem Kamm des Piles Hill verläuft. Die Steine sind über 1,0 m lang, viele mehr als zwei Meter. Der Abstand zwischen den Reihen variiert zwischen 15 und 20 Metern,  der Steinabstand innerhalb der Reihen beträgt etwa fünf bis sechs Meter. Die Allee ist im Mittelteil fast gerade und biegt an beiden Enden nach Norden, wobei sie hangabwärts verläuft. Auf dem Hügel stehen weniger Steine in größeren Abständen. Zweifellos wurden viele beim Straßenbau benutzt. Die Südreihe der Allee endet im Westen mit einer sehr großen Platte. Die nördliche Reihe endet mit einem etwa 2 Meter langen stehenden Stein mit spitzer Oberseite. In der Nähe liegen zwei Grabhügel.